# Hermes Bentívolo
Hermes Bentívolo (em italiano: Ermes Bentivoglio; Bolonha, 1475 – Vicenza, 7 de outubro de 1513) foi um nobre bolonhês, filho de João II, senhor da cidade, e de Genebra Sforza.

## Biografia
Hermes nasceu por volta de 1475 em Bolonha, sendo o filho mais novo de João II, senhor da cidade, e de Genebra Sforza. Em 1492, estava a serviço do duque de Ferrária, Hércules I, que o condecorou como cavaleiro naquele mesmo ano. Em 1501, diante da ameaça de César Bórgia (conhecido como Valentino) contra Bolonha, ele organizou o massacre de Agamenão Marescotti e seus familiares, suspeitos de manterem entendimentos secretos com Valentino. Após João II ter chegado a um acordo com os Borgia, um dos termos da pacificação estabeleceu o casamento de Hermes com uma filha de Júlio Orsini, Jacopa.
Em outubro de 1502, com novos temores surgindo acerca das intenções de Valentino, Hermes participou, representando seu pai, do encontro organizado por Gian Paolo Baglioni em Magione, perto de Perúgia. Nesse encontro, estiveram presentes Baglioni, Francesco e Paolo Orsini, Vitellozzo Vitelli, Oliverotto de Fermo e Antonio de Venafro, representando Pandolfo Petrucci, todos buscando estabelecer uma conduta comum para se defenderem de Valentino. No mês seguinte, João II desistiu de continuar as negociações iniciadas em Magione e preferiu renovar o acordo com os Borgia; nessa ocasião, o projeto de casamento entre Hermes e Jacopa Orsini foi confirmado tanto pelo pontífice quanto pelo senhor de Bolonha. O casamento ocorreu dois anos depois, em dezembro de 1504, do qual nasceram Constança, João e Hermes.
Em 1503, com a morte de Alexandre VI, Hermes liderou os cidadãos de Bolonha na restauração dos Riario na senhoria de Forlì, que haviam sido expulsos por Valentino. Em novembro de 1506, após a expulsão de João II de Bolonha por Júlio II, ele acompanhou o pai e o irmão Aníbal II para o exército francês de Carlos I e, subsequentemente, dirigiu-se a Ravena e à Lombardia. No ano seguinte, Hermes, Aníbal II e Antônio Galeácio recrutaram dois mil homens e, sob seu comando, retornaram ao exército de Amboise. Outro filho de João II, Alexandre, estava na corte francesa em Gênova, buscando o apoio de Luís XII para o retorno de seus parentes a Bolonha. Quando Alexandre informou que o rei não se opunha a uma tentativa de retomar Bolonha, os irmãos Bentívolo apresentaram-se com seu pequeno exército diante dos muros da cidade, na expectativa de apoio da facção favorável a eles, ainda bastante significativa. Contudo, uma derrota infligida pelos pontifícios em Casalecchio interrompeu essa tentativa.
Uma nova investida foi empreendida em 1508, mas todas as esperanças foram frustradas pela enérgica ação do legado pontifício, o cardeal Francesco Alidosi, que ordenou a execução de alguns dos mais influentes apoiadores dos Bentívolo. Os líderes da facção eclesiástica, sob a liderança de Hércules Marescotti, aproveitaram a oportunidade para devastar as propriedades dos antigos senhores. Os Bentívolo foram forçados, portanto, a desistir temporariamente de seu retorno a Bolonha. Após essa tentativa fracassada, Júlio II ofereceu uma recompensa de quatro mil ducados pela captura de Hermes e de seus irmãos.
Em 1510, Hermes fez uma terceira tentativa de retornar a Bolonha, participando do assalto do exército francês contra a cidade. Durante o combate em um dos portões, ele foi ferido, mas a investida não teve sucesso. No entanto, as repressões implacáveis de Alidosi contra os apoiadores dos Bentívolo acabaram por inclinar novamente os ânimos dos bolonheses a favor dos exilados. Em maio de 1511, após a expulsão do legado da cidade, Hermes e seus irmãos foram readmitidos em Bolonha.
Na tentativa de conquistar o favor de pelo menos uma parte de seus adversários, e talvez também com a intenção de preparar um acordo com o pontífice, os Bentívolo iniciaram uma política moderada: dissolveram o Conselho dos Quarenta, instituído em 1506 por Júlio II, e restabeleceram o Conselho dos XVI, incluindo nesta magistratura alguns membros do partido pontifício. Essa moderação durou muito pouco, devido à iniciativa de alguns cidadãos bolonheses que, em julho de 1511, entraram em contato com o cardeal Sigismondo Gonzaga, legado de Júlio II em Faença, prometendo apoiar, de dentro da cidade, um ataque das milícias pontifícias. Hermes, ao tomar conhecimento da conspiração, solicitou o auxílio de cem lanças francesas e marchou em direção às tropas do cardeal, obtendo uma vitória sobre elas. No mês de agosto subsequente, ao identificar Francesco Maletti, Galeazzo Marescotti e Girolamo Ludovisi como alguns dos cidadãos envolvidos na conspiração, incumbiu um assassino, Luigi Grifoni, de eliminá-los. Após esses assassinatos, que aparentaram marcar o início de novas e intensas matanças, os principais líderes da facção opositora aos Bentívolo abandonaram a cidade, refugiando-se com suas famílias em Ímola e Carpi.
Hermes integrou-se à campanha do exército francês contra as forças pontifícias e espanholas, participando da batalha de Ravena. Em abril de 1512, com a retirada das tropas francesas para a Lombardia, o exército pontifício, sob o comando do duque de Urbino, Francisco Maria I, voltou-se contra Bolonha. Diante da situação, Hermes e seus irmãos reconheceram que qualquer resistência seria infrutífera sem o apoio francês e com a lealdade incerta da população local. Assim, decidiram abandonar Bolonha e buscar refúgio no território veneziano. Em resposta, Júlio II decretou um interdito contra todas as cidades que os acolhessem.
Ingressado no serviço da República de Veneza, Hermes assumiu a função de tenente de Bartolomeu d'Alviano, participando da campanha no Vêneto. Após a morte de Júlio II e a eleição de Leão X, ele, confiando na antiga amizade de sua família com os Médici, esperava recuperar a senhoria de Bolonha do novo papa. Com esse objetivo, fez com que o duque de Ferrária, Afonso I, o enviasse a Roma, acompanhado de seu irmão Aníbal II, em uma embaixada destinada a prestar homenagem ao papa recém-eleito. Em 4 de abril de 1513, solicitou proteção e assistência para retornar a Bolonha, mas Leão X respondeu negativamente. Hermes então retornou ao seu posto com d'Alviano e, em 7 de outubro de 1513, foi morto pelos soldados espanhóis de Prospero Colonna na batalha do Olmo, nas proximidades de Vicenza.